# Salsola transhyrcanica
Salsola transhyrcanica är en amarantväxtart som beskrevs av Modest Mikhaĭlovich Iljin. Salsola transhyrcanica ingår i släktet sodaörter, och familjen amarantväxter. Inga underarter finns listade i Catalogue of Life.